# Bianca Blöchl
Bianca Blöchl (* 24. Januar 1996 in Böblingen) ist eine ehemalige deutsche Fußballspielerin, die für den VfL Sindelfingen in der 2. Frauen-Bundesliga spielte.

## Karriere

### Vereine
Blöchl begann ihre Karriere im Sommer 2002 bei den Bambini des SV Vaihingen. In Vaihingen spielte sie bis 2009 und wechselte anschließend zum TSV Georgii Allianz Stuttgart, bei dem sie in der D-Jugend zur Mannschaftskapitänin der Jungen ernannt wurde.
Im Sommer 2011 verließ sie den TSV Georgii und wechselte in die B-Jugend des VfL Sindelfingen. Im Herbst 2012 wurde sie als 16-Jährige in den Bundesligakader des VfL berufen und absolvierte am 23. September 2012 ihr Debüt in der Frauen-Bundesliga gegen den VfL Wolfsburg. Blöchl spielte im Rest der Saison in weiteren 13 Bundesligaspielen und gehört seit Beginn der Saison 2013/14 als Abwehrchefin zur Stammmannschaft des VfL. 2019 beendete sie ihre aktive Karriere.

### Nationalmannschaft
Blöchl durchlief die U-15- und U-17-Fußballnationalmannschaft.